# 円能寺 (松戸市)
圓能寺（えんのうじ）は、千葉県松戸市にある真言宗豊山派の寺院。

## 歴史
1447年（文安4年）、尊祐によって開山された。
18世紀（江戸時代中期）に入ると、本堂や虚空蔵堂の建立、大涅槃図の制作、大六天神の勧請など宗教活動を活発にしていった。
当寺には、「松戸七福神」の一つである福禄寿像が祀られている。

## 交通アクセス
- 八柱駅または新八柱駅より徒歩20分。